# Odontosyllis rubrofasciata
Odontosyllis rubrofasciata är en ringmaskart som beskrevs av Grube 1878. Odontosyllis rubrofasciata ingår i släktet Odontosyllis och familjen Syllidae. Inga underarter finns listade i Catalogue of Life.